# 让-保罗·劳伦斯
让-保罗·劳伦斯（Jean-Paul Laurens，1838年3月28日—1921年3月23日）是法国画家和雕塑家。他支持反教权主义和共和主义，並通過自己的作品諷刺教權以及君主制。巴黎市政厅的鋼質拱頂、先贤祠後殿內的關於圣女热纳维耶芙生平的巨幅系列畫、奥德翁剧院的天花板等都是让-保罗·劳伦斯的作品。